# 4-ピリドキソラクトナーゼ
4-ピリドキソラクトナーゼ(4-pyridoxolactonase、EC 3.1.1.27)は、以下の化学反応を触媒する酵素である。
4-ピリドキソラクトン + 水{\displaystyle \rightleftharpoons }4-ピリドキシン酸
従って、基質は4-ピリドキソラクトンと水の2つ、生成物は4-ピリドキシン酸である。
この酵素は加水分解酵素に分類され、特にエステル結合に作用する。系統名は、4-ピリドキソラクトン ラクトノヒドロラーゼ(4-pyridoxolactone lactonohydrolase)である。ビタミンB6の代謝に関与している。